# William Stenberg

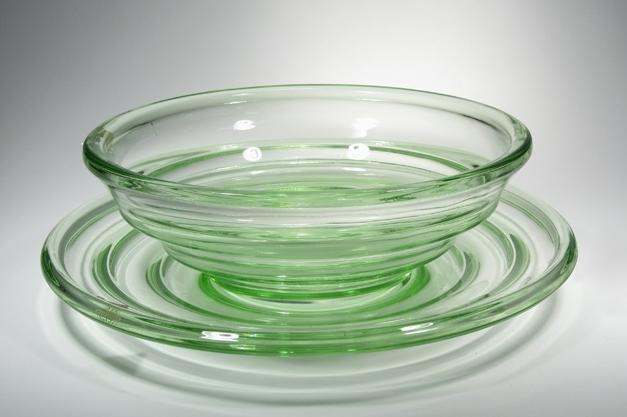
Salladsskål i serien Ring formgiven av William Stenberg, ritad 1933-36 för Gullaskrufs glasbruk

Daniel William Stenberg, född 25 februari 1885 i Sankt Sigfrids socken, Kalmar län, död 1961, var en svensk glaskonstnär, ingenjör och disponent.
Han var son till disponenten Peter Alfred Stenberg och Maria Jonsson och från 1912 gift med Elsa Nilsson. Efter sin ingenjörsexamen arbetade han i sitt faders verkstad med olika former av pressverktyg och företog ett flertal studieresor Tyskland på 1910-talet för att inhämta de nyaste rönen om användning av pressverktyg inom skilda områden. I mitten av 1920-talet fick han höra talas om ett fönsterglasbruk med dålig lönsamhet och med sina kunskaper i pressverktygens användningsområde funderade han på att överta glasbruket för att tillverka pressglas. Köpekontraktet undertecknades på hösten 1926 av källarmästare Carl E Johansson och William Stenberg och  23 mars 1927 började det första arbetet i Gullaskrufs glasbruk med tillverkning av pressglas. Stenbergs målsättning var att tillverka ett enkelt och funktionellt servisglas i pressteknik med en karakteristisk räfflad ytstruktur. Han formgav själv flera serier av prydnads- och hushållsglas där pressglasserien Ring tillverkades i drygt 40-år. Stenberg medverkade med sina glasföremål vid Stockholmsutställningen 1930 och Malmö 1940 samt på Nationalmuseum 1961. Tillsammans med Hugo Gehlin och Arthur Percy ställde han ut i Stockholm 1952. Stenberg är representerad vid Nationalmuseum.